# Вангел Казански
Вангел Делев Карталов, наречен Казански, е български революционер, деец на Вътрешната македоно-одринска революционна организация.

## Биография
Вангел Казански е роден на 5 октомври 1860 година в село Казаново, Кукушко, тогава в Османската империя. Препитава се с рибарство в Арджанското езеро, което служи и за убеждище на четите на ВМОРО. Покръстен е в революционната организация в 1896 година в Кукуш от Гоце Делчев. В 1898 година преследван от властите и от бега чифликчия на Казаново, Вангел Карталов се преселва в Кукуш. Още от 1896 година до 1903 година е член на ръководството на Кукушкия революционен комитет. Посреща и изпраща чети, пренася писма, покръщава нови членове по селата, пренася оръжие, пушки, патрони и динамит, донесени до брега на морето край Солун. Като добре запознат с Арджанското езеро и обраслото место с ракитак и тръстика, под негово ръководство се правят скривалища и колиби за укриване на комитетско оръжие за Кукушко, Солунско и Гевгелийско. Езерото е най-удобното място за укриване на чети в Солунското поле и става част от важен канал за четите, които заминават за различни райони на Южна и Югозападна Македония.
Макар и легален, като милиционер действа с четите, които действат в Кукушко или престояват известно време в околията. Четник е на Даме Груев, Христо Чернопеев, Кръстьо Асенов, Александър Китанов, Аргир Манасиев, Сава Михайлов и други. Около Великден 1903 година динамитните атентати и стълкновения на чети с войска в Солунско, Кукушко и Гевгелийско зачестяват и започват гонения и арести на по-видни организационни работници в околията. Казански е принуден да стане нелегален в районната чета на Кръстьо Асенов. Четата е разделена на две части - едната действа в полето на Кукушка околия с център Арджанското езеро, а другата – в планинската местност на околията Карадаг и Круша планина. Казански е в първата част на четата под войводството на Гоце Нисторов, заместник на Кръстьо Асенов. Около Петровден двете части на Кукушката чета - около 70 души, се събират в Арджанското езеро на съвещание, за да бъде се определят хората, които ще се пръснат по селата за събиране на милицията за въстанието и да се вземат важни решения по въстанието. Властите разбират, че четата е в езерото и войска от Солун, Кукуш и Гевгели го обсажда. Четата стои обсадена 25 дена и след привършването на храната, Кръстьо Асенов с 12 души пробива обсадата и се измъква. След няколко дена и останалата част под войводството на Трайко Гьотов, в която е и Казански, разбива обсадата и излиза. Четата се отправя към Корнишор, където трябва да се съберат чети от Кукушко, Гумендженско, Ениджевардарско. По пътя, около Илинден, четата е открита в гората на село Коджамарлии и води целодневно сражение с редовна войска, в което загиват четирима четници. През нощта четата се измъква и се укрива в Аматовската ада, преминава Вардар и навлиза в Паяк. На Гъндач отново е отрита и води еднодневно сражение. В Кожух се среща с четите на Аргир Манасиев и Сава Михайлов, от които се научават за убийството на войводата Кръстьо Асенов в Корнишор. В Кожух престояват около един месец. Аргир Манасиев им нарежда да се върнат в Кукушко и да се присъединят към Кукушката чета на Трайко Гьотов. В Кукушко действа около два месеца, след което идва нареждането на Централния комитет всички чети да се приберат в България. На Никулден 1903 година четата тръгва за България.
В средата на април 1904 година идва новината за амнистията и Казански с другарите му се връща в Кукушко, където той отново става легален. В 1904 година се провежда околийски конгрес на Кукушка околия край Арджанското езеро, на който е избрано ново ръководство на Кукушкия революционен район, в което влизат Дино Кирлиев, Йордан Икономов, Аспарух Измирлиев, Гоце Имов, Никола Петров, Тено Цървениванов, Вангел Казански и Христо Янков. През 1907 година е арестуван, но е освободен поради липса на доказателства. Казански освен член на градското ръководно тяло на ВМОРО е и войвода на градската милиция. В района като районен войвода пристига Христо Чернопеев. След убийството на шпионин в Кукуш, Казански е арестуван в Казаново, тъй като е посочен като поръчител от жертвата преди да умре. Затворен е в Еди куле в Солун и в 1907 година е осъден на 101 години строг тъмничен затвор.
Следа Младотурската революция от юли 1908 година е амнистиран, но след изпаряването на Хуриета, Казански отново се заема с революционна дейност. През 1912 година след началото на Балканската война Вангел Казански оглавява местна чета в помощ на чета № 52 на Македоно-одринското опълчение, предвождана от Тодор Александров. Четата охранява българското население от турските войскови части, които отстъпват в безпорядък. Преди появата на българската войска, четата на Казански от полето и четата от Карадаг влизат в Кукуш. След два дни пристига и българската кавалерия.
Към края на февруари 1913 година Казански тръгва с други доброволци за редовните части на Македоно-одринското опълчение, които са край Кешан, но в Сяр се разболява и стои болен 25 дена. Върнат е обратно при Тодор Александров в Кукушко, където служи като разузнавач отвъд гръцките линии. Участва в Междусъюзническата война и с българската армия отстъпва към Горна Джумая и е демобилизиран в Бараково.
На 5 март 1943 година, като жител на Свищов, подава молба за българска народна пенсия, която е одобрена и пенсията е отпусната от Министерския съвет на Царство България.